# Pomaria austrotexana
Pomaria austrotexana là một loài thực vật có hoa trong họ Đậu. Loài này được B.B.Simpson miêu tả khoa học đầu tiên.